# Punk in de DDR
De geschiedenis van punk in de DDR begint in de jaren tachtig van de twintigste eeuw. De grootste concentraties van punkcultuur in de DDR waren te vinden in onder andere Oost-Berlijn, Dresden, Erfurt, Halle en Leipzig. De punkscene werd aanvankelijk blootgesteld aan vervolging door de autoritair-communistische staat wat ertoe leidde dat de cultuur zich grotendeels in het ondergrondse bevond. Alhoewel tot aan het einde van de DDR toe nog veel punkers vervolgd werden, ontspande de situatie voor punkbands en jonge punkers zich rond 1986, toen er steeds meer albums van (binnen- en buitenlandse) punkbands werden uitgebracht.

## Geschiedenis

### Beginfase (1977-1980)
Nadat de punk vanaf ongeveer 1976 in de mode raakte in het Verenigd Koninkrijk en al snel aanhangers in Duitsland vond, verscheen de cultuur meer en meer in de nieuwsrapportages van de West-Europese media, dat via de middengolf ook de DDR bereikte. Punkmuziek die werd gedraaid op de Amerikaanse-Duitse RIAS en de Britse BBC, met name de muziek die werd gedraaid door radio-diskjockey John Peel, raakte in zwang bij sommige jeugdgroepen in de DDR. Tot circa 1980 kwamen kleine groepjes jonge punkers bijeen in de grote steden - met name Oost-Berlijn - om daar samen naar muziek te luisteren, bier te drinken en te discussiëren. Al vanaf het vroege begin wekten de punkers het wantrouwen van de samenleving en werden ze gezien als uitschot en criminelen. Als gevolg hiervan waren er in de buurt van uitgaansgelegenheden veelal gevechten tussen punkers en andere jeugdculturen, maar ook met gewone burgers. De demonisering van de punkcultuur in dit vroege stadium leidde tot het ontstaan van erecodes en een hecht eenheidsgevoel onder de leden van de subcultuur. Samen met de punkers verschenen ook de eerste skinheads in de grote steden. Zij dansten net als punks op onder andere ska en 2 Tone-muziek en werden zodanig onderdeel van de punkscene.

### De vervolging en het ondergrondse (1980-1986)
Van 1980 tot 1983 groeide de Duitse punkcultuur vele malen groter en verspreidde het zich in de rest van de DDR. De punkscene ontwikkelde zich zelfs in sommige kleine steden. Deze uitbreiding ging gepaard met de eerste golf van vervolging door de staat, die werd geleid door afdeling K1 van de Deutsche Volkspolizei. K1 was de politieke afdeling en was in dienst van de Stasi (het ministerie van Staatsveiligheid). De eerste inoffizieller Mitarbeiters (IM's, Nederlands: onofficiële personeelsleden) infiltreerden in de Oost-Duitse punkscene. Tegelijkertijd werden andere punkers onderworpen aan de druk van onder andere arrestaties en huiszoekingen. Ongeveer 250 punkers in Berlijn werden geclassificeerd als crimineel, kregen een restaurantverbod en mochten alleen de werkroutes gebruiken. Veel punkers onder de druk van repressie namen symbolen aan van andere vervolgde groepen, zoals de Davidster of zelfs de Jodenster.
Rond deze tijd rapporteerden de DDR-media over deze gedegenereerde en decadente subcultuur in de westerse wereld. De punkers, die nu landelijk aanwezig waren, hadden contacten gelegd met punkers in buurlanden, zoals Polen en Tsjecho-Slowakije. Desalniettemin slaagde de Stasi, die nu de bevoegdheden van de K1 volledig overgenomen had, erin om de eerste punkbeweging bijna helemaal uit te roeien. De punkcultuur bleef echter bestaan en ging uiteindelijk grotendeels ondergronds.
Vanaf 1981 kwamen veel punkers van de vredesbeweging Schwerter zu Pflugscharen (Nederlands: Zwaarden tot ploegscharen) samen bijeen, ook al zagen veel punkers er toentertijd militant uit. Mede als gevolg daarvan verdween de oppositie tegen de hippiecultuur uit de ideologie van de punkscene. De punkscene werd hierdoor over het algemeen positief benaderd door andere vreedzame groeperingen, zoals de Bond van Evangelische Kerken in de DDR. In 1983 verliet een groot deel van de skinheads de punkbeweging en sloeg een extreemrechtse richting in. Terwijl sommige punkers dus politiek actief begonnen te worden, probeerden anderen zich volledig terug te trekken uit de maatschappij door bijvoorbeeld hun toevlucht te vinden in het overmatige gebruik van alcohol of drugs.
In 1983 verscheen via het West-Duitse platenlabel Aggressive Rockproduktionen het splitalbum DDR von unten van de bands Zwitschermaschine en Schleim-Keim in Oost-Duitsland, wat wordt beschouwd als het eerste punkalbum van de DDR. Vanwege onder andere de aanstootgevende teksten had de uitgave juridische consequenties voor Schleim-Keim. Zwitschermaschine bleef gespaard vanwege de infiltratieactiviteit van Stasi-spion Sascha Anderson.
Tussen 1983 en 1986 bereikte de repressie van de staat een hoogtepunt. Leiders en activisten werden gearresteerd of gedwongen te vertrekken. Een noemenswaardige gebeurtenis is de "blues-mis" in de Christuskirche in Halle op 30 april 1983, waar enkele punkbands zoals Namenlos, Planlos en Unerwünscht optraden. IM's hadden al eerder de stemming aangewakkerd en bij het verschijnen van de band Namenlos werd de groep met stenen en flessen bekogeld. Er waren heftige ruzies die alleen konden worden beëindigd door de interventie van een bluesmuzikant. Als gevolg hiervan werden overheidsonderzoeken met betrekking tot de punkcultuur, vooral op het gebied van punkmuziek, geïntensiveerd, terwijl tegelijkertijd juist een ontspanning werd bereikt, vooral voor de jonge punkers. Op dit moment was bijna elke punkband in de DDR geïnfiltreerd door de Stasi.
In 1986 werd in West-Berlijn een ander Oost-Duits punkalbum uitgebracht. 500 exemplaren van de lp Panem et Circenses werden daar geproduceerd met de hulp van een voormalig lid van de Duitse band Der Rest. Hoewel dit de band populair maakte onder de punkers in de DDR, namen de repressies door de staatsorganen niet toe, wat kan worden geïnterpreteerd als een teken van het einde van de periode van de sterkste vervolging.

### Tussen repressie en vrijheid (1986-1990)

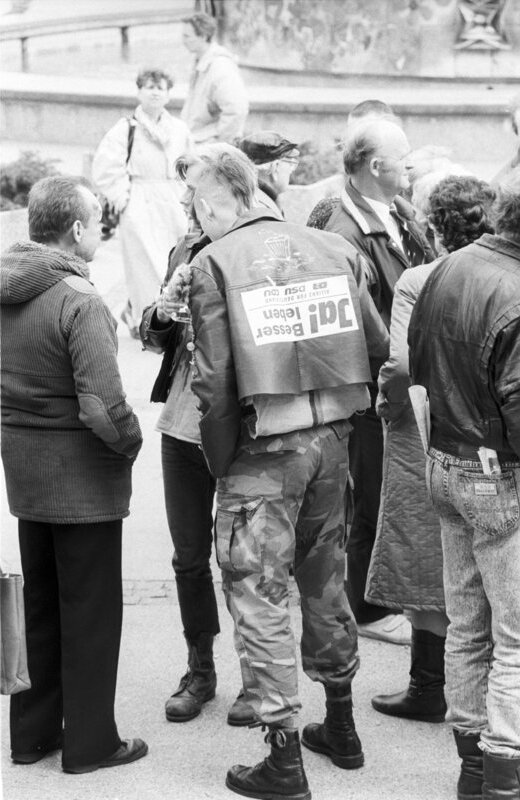
Een punker op de Alexanderplatz in 1990 in een typisch DIY-Thälmannjacke.

Vanaf 1986 werd punkmuziek enigszins getolereerd door de staat. Sommige radioprogramma's begonnen met het uitzenden van Duitse punkmuziek. De bands waarvan de muziek werd gespeeld werden Die anderen Bands (Nederlands: de andere bands) genoemd. In 1987 werden er ook concerten op de radio opgenomen en een jaar later werd de sampler Kleeblatt Nr. 23 – Die anderen Bands uitgegeven via het staatsplatenlabel Amiga Schallplatten. Ook begonnen media zoals het tijdschrift Unterhaltungskunst over DDR-punkbands te schrijven. Ook verscheen in 1988 de documentairefilm flüstern & SCHREIEN – Ein Rockreport, dat de punkscene op positieve wijze in beeld bracht. De communistische Freie Deutsche Jugend (FJD) begon zich vanaf dat moment ook met punkmuziek bezig te houden. In oktober 1988 wonnen de bands Die Skeptiker en Sandow Preisträger de IX. Werkstattwoche Jugendtanzmusik. (Nederlands: Workshopweek jeugddansmuziek). Veel (oudere) punkers, waarvan sommigen nog steeds onder staatstraf stonden, hekelden de geaccepteerde jeugd- en muziekgroepen als "FDJ-punks" en verwierpen deze nieuwe beweging.
Ondertussen ging de vervolging van radicale punkers door. De Stasi probeerden bekende politieke punkers te elimineren, de punkers die als leiders werden beschouwd te bespioneren en punkgroepen te infiltreren. De punkcultuur en de skinheadcultuur stonden vanwege de politieke en culturele verschillen op gespannen voet. Het kwam tot een treffen op 17 oktober 1987 op een punkfestival, georganiseerd door de Zionskirche in Berlijn. Ongeveer 30 dronken skinheads bestormden een concert van de bands Die Firma en Element of Crime. Na het schreeuwen van fascistische leuzen begonnen de skinheads de bezoekers en voorbijgangers aan te vallen. De geïnformeerde Stasi greep toen het gebeurde niet in. In de dagen die volgden werden er 22 skinheads en vier punkers gearresteerd.
Tegen het einde van de DDR was het aantal punkers laag. De scene in Berlijn was erg klein geworden en de focus van de punkscene in de DDR was verlegd naar Potsdam.

### Nadie Wende
Na die Wende vielen veel punkgroepen uiteen. De behoefte aan DDR-punk was aanvankelijk gedekt. De muziekindustrie probeerde zijn eigen westerse bands op de markt te brengen en toonde weinig interesse in de Oost-Duitse muziekgroepen. Slechts geleidelijk groeide de interesse in bands als Schleim-Keim, Die Skeptiker en Fuckin Faces. Bovendien heerste de extreemrechtse scene in de nieuwe federale staten, waaronder ongeveer 2.000 georganiseerde neonazi's. Deze onderdrukten de punkscene. Veel punkers keerden zich van de linksradicale ideeën af en zochten instroom in de sterk verspreide jeugdcultuur van de skinheads.

## Gedachtegoed
De punkscene in de DDR werd grotendeels beïnvloed door het buitenlandse imago van de punkers in de westerse landen. Omdat er nauwelijks contact was tussen de punks via bijvoorbeeld fanzines, oriënteerden de Oost-Duitse punkers zich op het beeld van de westerse media in die tijd dat werd gecreëerd door tijdschriften zoals BRAVO en Der Spiegel, die beschikbaar waren op de zwarte markt. Om die reden hebben de DDR-punkers veel stijlelementen overgenomen zonder de sociale achtergrond te kennen van waaruit de punk zich ontwikkelde.
De punkscene was niet politiek in de zin dat haar leden een bepaalde ideologie vertegenwoordigden. Veel jonge mensen waren gefrustreerd geraakt door het voorgeschreven levenspad in de DDR dat de FDJ via de NVA afdwong. Mensen in de DDR, waaronder punkers, zochten hun eigen persoonlijke vrijheid en probeerden zich af te scheiden van de gewone burgerman. De punkscene brak met de sociale waarden en normen en betoogde dat zelf-georganiseerde chaos zonder hiërarchische vormen een oplossing kon bieden voor de eigentijdse regeringsvormen, zowel voor het autoritaire socialisme als de westerse geïndustrialiseerde landen. Dit anarchistische wereldbeeld was vooral in het begin erg in de mode.
De gemeenschap was voor de punks in het begin erg belangrijk. Het beschermde men tegen vervolging en aanvallen van buiten de gemeenschap. Het resulteerde echter voor een deel ook in criminaliteit. Conflicten met werknemers, het bestormen van restaurants en discotheken, maar ook overtredingen zoals inbraak en schade aan eigendommen maakten deel uit van het toneel. Naarmate de scene groter en groter werd, werd het tafereel steeds belangrijker. De oudere punkers onderzochten de nieuwe generatie en begonnen zich elitair op te stellen. Een voorbeeld van deze houding is het nummer "Kidpunks verpisst euch" (1984) van de Dresdense band Paranoia. Degenen die niet in hun schema pasten, werden in Berlijn aangeduid als plastic. Alleen diegenen die op aannemelijke wijze konden beweren dat zij daadwerkelijk punk waren, of de juiste mensen kenden, mochten bij de oudere scene horen. Nadat de eerste generatie rond 1983 bijna werd vernietigd door de Stasi, leefde de scene weer op voor buitenstaanders.

## Mode
De Oost-Duitse punkers kleedden zich naar het beeld van de punkers in het westen. Naast geschilderde T-shirts waren leren jassen, jeans en werkschoenenpakken met bretels gebruikelijk. Populaire accessoires waren onder andere veiligheidsspelden, kettingen, scheermesjes, armbanden en buttons. De kleding werd soms gedeeltelijk afgescheurd. Populaire slogans op T-shirts of armbanden waren vaak namen van Engelse punkbands zoals Sex Pistols, The Clash of Devo of slogans zoals Solidarność en Macht Arbeit frei?. De titel van het populaire punknummer "God Save the Queen" van de Sex Pistols werd veranderd naar "Gott schütze Erich". Als symbool werd vaak de letter A in een cirkel - een anarchistisch symbool - gebruikt. In 1981-1982 werden westerse merken populairder. Veiligheidsschoenen en Dr. Martens diende als schoeisel en de algemene aandacht werd meer besteed aan een soort uniform dat men ging dragen. Vanaf 1983 verschenen echter ook de eerste Schmuddelpunks (Nederlands: smoezelige punks), met gescheurde outfits en geen aandacht voor netheid.
Vooral aan het begin van de beweging was kort, verfrommeld haar populair. Later raakten ook andere kapsels in zwang, zoals de hanenkam, geverfd haar en lang haar. Voor het verven van het haar werden voornamelijk de aanwezige chemische kleurstoffen gebruikt, maar ook voetschimmels, die een opvallende paarse kleur veroorzaken. Dit deed men soms omdat de gebruikelijke kleuren, zoals rood, groen en blauw, moeilijk te vinden waren in de DDR.
Zwarte lippen, omrande ogen en schmink in de vorm van spinnenwebben, wat in het westen vooral door vrouwelijke punks werd aangebracht, was in Oost-Duitsland ook onder mannen populair. Tatoeages waren geliefd, maar vrij zeldzaam. Ze waren meestal zelfgemaakt met behulp van bijvoorbeeld inkt en brei- of haarspelden.

## Muziek

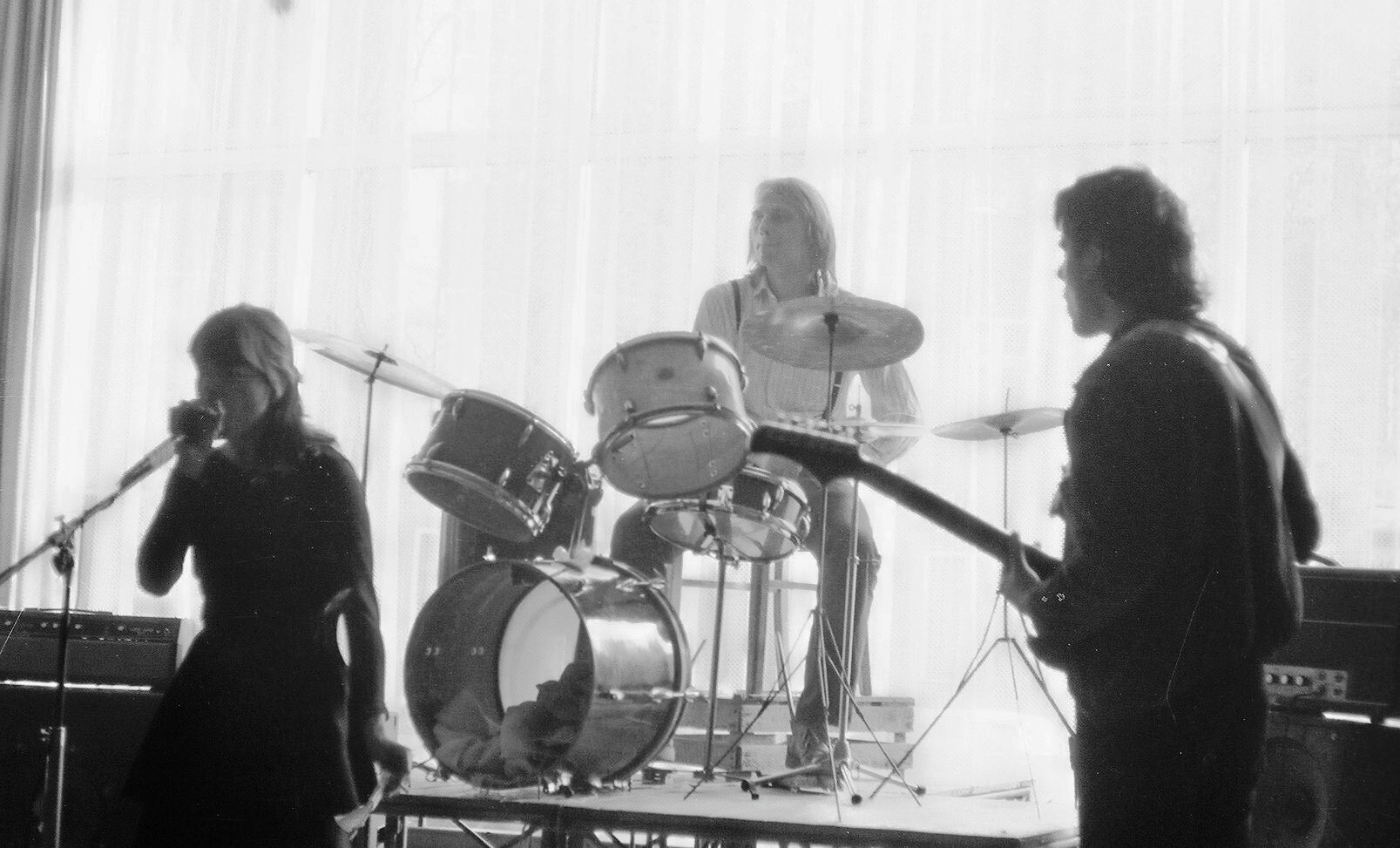
Zwitschermaschine (Ralf Kerbach, Cornelia Schleime, Wolfgang Grossmann).

### Stromingen
De punkmuziek van de DDR omvatte verschillende richtingen, waarvan er twee hoofdrichtingen kunnen worden aangeduid. Aan de ene kant was er de zogenaamde artpunk die werd beïnvloed door de kunstscene. Deze stroming verspreidde zich voornamelijk naar universiteiten. Het omvatte artistieke en intellectuele teksten voorzien van moderne poëzie. Tijdens uitvoeringen was er meestal ruimte voor poëzielezingen. Intellectuelen en kunstenaars waren vooral overtuigd van het gebrek aan de eenvoud van expressie. Ze zagen bij punk een welkome gelegenheid om hun emoties los te laten en een radicale afwijzing uit te drukken. Muzikale rolmodellen waren onder andere de bands Ton Steine Scherben en MC5. Bands zoals Hard Pop (ook bekend als Rosa Extra) en Zwitschermaschine maken deel uit van deze stroming in de DDR. Voor veel mensen in dit genre was punk zelf niet het middelpunt van hun leven, maar was het slechts een artistiek expressiemiddel. Deze vorm van punk begon halverwege de jaren tachtig in populariteit af te nemen. Veel artpunk-bands werden opgeheven nadat leden van deze bands mochten emigreren naar West-Duitsland. Andere bands verlieten hun muzikale wortels en namen een andere muziekstijl aan.
Daar tegenover stond de punkrock, dat vooral werd gespeeld door leden van de scene die de punk zagen als een levenshouding. Deze soort punkmuziek werd vooral gekenmerkt door de snelheid, agressiviteit en eenvoud. In tegenstelling tot de artpunk-teksten, die een interpretatie probeerden te ontwijken, zijn de teksten van punkrock-bands zoals Schleim-Keim, Müllstation, Namenlos, Wutanfall of L’Attentat zeer ondubbelzinnig. Een van de teksten van de band Namenlos is bijvoorbeeld "Rote Parolen und Sowjetmacht, haben Deutschland kaputt gemacht" (Nederlands: Rode leuzen en de Sovjetmacht hebben Duitsland kapot gemaakt). Ook absurde teksten die meer in verband stonden met de Fun-Punk (Nederlands: pretpunk) waren populair.

### Verspreiding van de muziek
De productie van geluidsdragers in de DDR was in handen van de staat. De weinige bestaande platenlabels als Amiga en Eterna werden bestuurd door de VEB Deutsche Schallplatten Berlin en de staat zelf. Punkbands hadden hierdoor in de eerste helft van de jaren 1980 geen toegang tot airplay op de radio of de productie van langspeelplaten.
De enige manier om een groter publiek met hun muziek kennis te laten maken was om zelf opgenomen cassettes onder eigen beheer uit te geven. Aan het begin van de jaren 1980 verschenen de eerste bandopnamen van punkbands zoals Alternative 13, Fabrik, en Klick & Aus. In de punkscene waren repetitie-opnamen en opnamen van live concerten wijdverspreid. Deze werden van hand op hand doorgegeven door middel van tape trading, oftewel het kopiëren van tapes. De kwaliteit van de opnames was - gemeten aan de hand van hedendaagse luistervaardigheden - vaak slecht.
Er waren echter ook conceptueel ontworpen cassette-albums. Veel banden werden gepubliceerd in de ondergrondse kunstscene en er werden tussen de 20 en 200 stuks per album gemaakt, meestal in samenwerking met illegale kunsttijdschriften. Lege cassettes waren erg duur in de DDR, dus de ondergrondse maar idealistische platenlabels werkten voor een prijs van ongeveer 15 Oost-Duitse mark per stuk, waarmee geen winst gemaakt werd. Naast de stress was er ook nog de constant aanwezige mogelijkheid van vervolging door de Stasi. Bands verkochten hun tapes tijdens hun concerten voor prijzen van 20 tot 30 Oost-Duitse mark per stuk.